# Lynx Lake
Lynx Lake är en sjö i Kanada.   Den ligger i provinsen Manitoba, i den centrala delen av landet, 2 100 km nordväst om huvudstaden Ottawa. Lynx Lake ligger 298 meter över havet. Arean är 0,97 kvadratkilometer. Den ligger vid sjön Payuk Lake. Den sträcker sig 1,7 kilometer i nord-sydlig riktning, och 1,4 kilometer i öst-västlig riktning.
Trakten runt Lynx Lake är nära nog obefolkad, med mindre än två invånare per kvadratkilometer.